# NK Krško
Nogometni klub Krško (normalt bare kendt som Krško) er en slovensk fodboldklub fra byen Krško.
Klubben spiller i landets bedste liga, og har hjemmebane på Matija Gubec stadion. Klubben blev grundlagt i 1922.

## Historiske slutplaceringer

### Prva liga
| Sæson   | Niveau | Liga      | Placering | Kilder |
| ------- | ------ | --------- | --------- | ------ |
| 2013–14 | 2.     | 2. liga   | 7.        | [ 1 ]  |
| 2014–15 | 2.     | 2. liga   | 1.        | [ 2 ]  |
| 2015–16 | 1.     | Prva līga | 6.        | [ 3 ]  |
| 2016–17 | 1.     | Prva līga | 8.        | [ 4 ]  |
| 2017–18 | 1.     | Prva līga | 7.        | [ 5 ]  |
| 2018–19 | 1.     | Prva līga | 10.       | [ 6 ]  |
| 2019–20 | 2.     | 2. liga   | 6.        | [ 7 ]  |
| 2020–21 | 2.     | 2. liga   | .         | [ 8 ]  |

## Nuværende trup
Pr. 25. april 2019.
| Nr. | Land           | Position | Spiller                      |
| --- | -------------- | -------- | ---------------------------- |
| 1   | Slovenien      | MM       | Marko Zalokar                |
| 3   | Kroatien       | FO       | Slavko Brekalo               |
| 7   | Nordmakedonien | AN       | Milan Ristovski (fra Rijeka) |
| 8   | Frankrig       | MI       | Marco da Silva               |
| 9   | Kroatien       | AN       | Nikola Mandić                |
| 10  | Kroatien       | AN       | Ante Vukušić                 |
| 11  | Slovenien      | AN       | Luka Vekić                   |
| 12  | Estland        | FO       | Aleksandr Kulinitš           |
| 14  | Serbien        | MI       | Nenad Srećković              |
| 17  | Slovenien      | AN       | Ester Sokler                 |
| 18  | Slovenien      | MI       | Sandi Ogrinec (fra Maribor)  |
| 19  | Slovenien      | AN       | Dalibor Volaš                |
| 22  | USA            | FO       | Macario Hing-Glover          |
| 24  | Slovenien      | MM       | Žiga Frelih                  |

| Nr. | Land           | Position | Spiller                           |
| --- | -------------- | -------- | --------------------------------- |
| 25  | Slovenien      | MI       | Luka Volarič                      |
| 27  | Slovenien      | MI       | David Kovačič                     |
| 28  | Ghana          | FO       | Stephen Wiredu                    |
| 33  | Slovenien      | MI       | Tomaž Zakrajšek                   |
| 39  | Slovenien      | MI       | Marko Kuntarič                    |
| 44  | Slovenien      | FO       | Leo Ejup (fra Olimpija Ljubljana) |
| 77  | Kroatien       | MI       | Marin Perić                       |
| 81  | Kroatien       | FO       | Daniel Štefulj (fra Rijeka)       |
| 86  | Kroatien       | FO       | Dario Tomić                       |
| 92  | Kroatien       | AN       | Ante Kordić                       |
| 93  | Slovenien      | MI       | Blaž Žerjav                       |
| —   | Nordmakedonien | FO       | Medin Bajrami (fra Maribor)       |
| —   | Kroatien       | MI       | Darijo Čavar                      |
| —   | Ghana          | MI       | Mensah Samuel Koney               |